# NGC 5159
NGC 5159 (другие обозначения — UGC 8460, MCG 1-34-22, ZWG 44.88, PGC 47235) — галактика в созвездии Дева.
Этот объект входит в число перечисленных в оригинальной редакции «Нового общего каталога».